# إلستربرغ
الشتربرغ (بالألمانية: Elsterberg) هي بلدة ألمانية تقع في ألمانيا في ساكسونيا. يقدر عدد سكانها بـ 4,991 نسمة .

## أعلام
- أكسل دانيلسون
- هانس هاينز
- كارل غوستاف أكرمان